# 宮嵜俊男
宮嵜 俊男（みやざき としお、1899年（明治32年）10月18日 - 1965年（昭和40年）4月7日）は、日本の海軍軍人。米駐在時代に情報活動に従事し、米国官憲に摘発され国外追放処分を受ける。太平洋戦争中、連合艦隊先任参謀に擬せられるが、山本五十六の戦死により実現しなかった。最終階級は海軍大佐。

## 概要
兵庫県出身。神戸一中を経て海軍兵学校48期を卒業。席次は171名中5番。同期生に神重徳、大石保、三和義勇らがいる。1921年（大正10年）6月、少尉任官。宮嵜は、水雷学校高等科学生を首席で修了した水雷専攻士官である。宮嵜は軽巡「長良」水雷長、第一水雷戦隊参謀、「薄雲」艦長等を務めた。
海軍大学校甲種30期に進むが、海大の教育につき「感ずるところあり」と称し、サポタージュする。図上演習でアメリカ海軍艦隊指揮官役を務めて日本艦隊を撃破し、教官には不評であった。しかし小沢治三郎は宮嵜の戦法に好意的であった。
海大卒業後、アメリカスタンフォード大学に駐在し、情報活動に従事する。この折、アメリカ海軍事務係下士官のハリー・トンプソンを協力者として運営していた。1935年（昭和10年）4月、宮嵜は逆スパイにかけられ国外追放となる。日本海軍の対米情報活動は1932年（昭和7年）から1935年にかけてが最も充実していたが、宮嵜が摘発されたことで日本海軍のスパイ網は壊滅した。
1941年（昭和16年）10月大佐へ進級し、第五艦隊先任参謀として太平洋戦争を迎える。連合艦隊司令長官・山本五十六は先任参謀・黒島亀人を信任していたが、1943年（昭和18年）4月に小沢治三郎、草鹿任一と会談した際に黒島の更迭を決めた。後任の推薦を頼まれた小沢が推したのは宮嵜であった。山本は躊躇したが、小沢は奇法を案出できる人物として重ねて宮嵜を推し山本は了承した。しかし直後に山本は戦死したためこの人事案は実現していない。終戦直後、宮嵜は小沢からこの件を伝えられ、強い感銘と衝動にかられたと述べている。
宮嵜は第二遣支艦隊先任参謀を経て、海大教官を務めていたが、その後第十七駆逐隊司令、水雷学校教官、「天城」艦長を歴任。「天城」が予備艦となったことに伴い、「葛城」艦長を志願し、同艦長として終戦を迎えた。